# كلارنس فيشر
كلارنس فيشر (بالإنجليزية: Clarence Fisher) هو لاعب كرة قاعدة أمريكي، ولد في 27 أغسطس 1898 في Letart, West Virginia ‏ في الولايات المتحدة، وتوفي في 2 نوفمبر 1965 في بوينت بليزانت في الولايات المتحدة.

## وصلات خارجية
- كلارنس فيشر على موقعبيزبول رفرنس.كوم (الدوري الرئيسي) (الإنجليزية)
- كلارنس فيشر على موقعبيزبول رفرنس.كوم (الدوري الثانوي) (الإنجليزية)